# ポリシーベース管理
ポリシーベース管理 (またはポリシー管理、policy-based management) はポリシーによってコンピュータ・システムやネットワークを管理する技術であり、それをネットワーク管理に応用したのがポリシーベース・ネットワーク管理 (PBNM, policy-based network management) である。ポリシーベースQoS保証は PBNM の一分野である。

## 概要
ポリシーはポリシー規則のならびである。各規則は条件-動作型の規則 (プロダクション規則) である。ポリシー規則の例はポリシーの項を参照。
ポリシーベース管理は 1980 年代から Imperial College の Sloman らを中心に研究され、とくにポリシーベースのアクセス制御は 1990 年代にはいってから活発に研究されてきた。ネットワークの管理モデルが従来の機器中心からサービス中心に変遷してきたことを背景として、ポリシー管理は 1998 年から DMTF  と IETF においてネットワーク標準化の対象となった。

## IETF におけるポリシーベース管理
ポリシーの形式に関しては IETF のポリシーフレームワーク・ワーキンググループ (Policy Framework WG、以下 「ポリシー WG」 とよぶ) を中心として標準化が進められてきた。ポリシーの相互運用性を確保するには、それをデータベースに格納する際の情報モデルの標準化が重要である。アクセス制御、QoS、暗号化 (IPSec) など、ネットワークにおけるさまざまな制御・管理のためにポリシーを使用することができるが、ポリシー WG においてはそれらに共通に使用されるべきポリシー・コア情報モデル (Policy Core Information Model, PCIM) とその拡張版 PCIMe を DMTF と連携しながら 2001～2003 年に標準化している。また、PCIM を LDAP によって具体的に表現するポリシー・コアスキーマが標準化された。ポリシーの格納にディレクトリを使用するのは、大規模ネットワークにおいては格納されたポリシーを多数のポリシーサーバがアクセスするため、よみだし性能が非常に重要だからである。QoS に関する情報モデルとスキーマもポリシー WG において標準化がすすめられたが、それ以外は IETF の他の WG にゆだねられている。たとえば、IPSec ポリシーについては IPSec WG や IPSec Policy WG においてあつかわれてきた。